# Примарний вершник (фільм, 1924)
«Примарний вершник» (англ. The Phantom Horseman) - вестерн 1924 року режисера Роберта Н. Бредбері за сценарієм Айсадора Бернштейна. У фільмі знімались Джек Гоксі, Ліліан Річ, Ніл Маккіннон, Вейд Ботлер, Вільям Макколл та Бен Корбетт. Фільм вийшов у прокат 3 березня 1924 року. Дистриб'ютором виступила студія Universal Pictures.   

## У ролях
- Джек Гоксі - Боб Вінтон
- Ліліан Річ - Дороті Мейсон
- Ніл Маккіннон - Фред Мейсон
- Вейд Ботлер - Джефферсон Вільямс
- Вільям Макколл - заступник шерифа
- Бен Корбетт - Бенні
- Джордж А. Вільямс - суддя
- Рубі Лафайєтт - мати Максвелла